# Saigon Kick
Saigon Kick ist eine US-amerikanische Hard-Rock-Band aus Miami, Florida.

## Geschichte

### Anfänge der Band (1984–1994)
Seit 1984 musizieren der Sänger Matt Kramer und der Gitarrist Jason Bieler zusammen. Nachdem vier Jahre später der Bassist Tom Defile und der Schlagzeuger Phil Varone sich dem Duo anschlossen, gründete sich die Band Saigon Kick. Der Bandname stammt von einem Freund der Musiker, der sich negativ über die zahlreichen Spielfilme über den Vietnamkrieg ausließ. Saigon war die Hauptstadt von Südvietnam und wurde im April 1975 in Ho-Chi-Minh-Stadt umbenannt.
Saigon Kick spielten unzählige Konzerte als Vorgruppe namhafter Bands. Bei einem Konzert als Vorgruppe von Skid Row fiel einem Roadie der Hauptband das Talent von Saigon Kick auf und er informierte den A&R-Mann Jason Flom. Dieser nahm Saigon Kick für Third Stone Records, das Plattenlabel des Schauspielers Michael Douglas, unter Vertrag. Mit dem Produzenten Michael Wagener nahm die Band das selbst betitelte Debütalbum auf, welches im Jahr 1991 erschien. In einer vom deutschen Magazin Rock Hard erstellten Liste der 500 besten Alben aller Zeiten belegte Saigon Kick Platz 102.
Die Band tourte in Nordamerika mit Faith No More und Skid Row und in Europa mit Extreme. Während einer weiteren Nordamerikatournee im Vorprogramm von King’s X kam es zu Streitigkeiten zwischen Jason Bieler und dem King’s-X-Manager, weil Bieler sich über die kurze Spielzeit von 20 Minuten beklagte. Als Konsequenz mussten Saigon Kick die Tour verlassen. Daraufhin begann die Band mit den Arbeiten an ihrem zweiten Album The Lizard. Da Wunschproduzent Michael Wagener gerade mit Warrant im Studio war, übernahm Jason Bieler die Produktion selbst. The Lizard erreichte Platz 80 der US-amerikanischen Albumcharts, während die Single Love Is on the Way gar Platz 12 der US-amerikanischen Singlecharts erreichte. Sowohl das Album als auch die Single wurden in den USA mit einer Goldenen Schallplatte ausgezeichnet.

### Ende der Band (1994–2000)
Kurz nach der Albumveröffentlichung musste Bassist Tom Defile die Band verlassen und wurde durch Chris McLrnon ersetzt. Im Jahr 1994 begann die Band mit den Aufnahmen für ihr drittes Studioalbum Water. Matt Kramer stieg aufgrund von musikalischen Differenzen aus, so dass Jason Bieler nun den gesamten Gesang übernahm. Aufgrund der schlechten Verkaufszahlen kündigte ihre Plattenfirma den Vertrag. Laut Jason Bieler stecke die Band aufgrund ihrer stilistischen Vielfalt in einem Dilemma, weil „die Metal-Bands uns hassten, weil wir zu alternativ waren und die Alternative-Bands uns hassten, weil wir zu Metal waren“.
Im Jahre 1995 erschien das vierte Studioalbum Devil in the Details, bevor drei Jahre später das Best-of-Album Greatest Mrs.: The Best of Saigon Kick sowie die Demozusammenstellung Moments from the Fringe erschienen. 1999 erschien das letzte Studioalbum Bastards, auf dem bis auf ein Lied der neue Schlagzeuger Rick Sanders zu hören ist. Das Album wurde nur in Ostasien veröffentlicht. Im Jahre 2000 löste sich die Band auf. In den folgenden Jahren wurden noch zwei Livealben veröffentlicht.
Jason Bieler formierte zusammen mit dem Extreme-Bassisten Pat Badger die Band Super TransAtlantic, die ein Lied für den Soundtrack des Films American Pie – Wie ein heißer Apfelkuchen beisteuerte. Phil Varone spielte zwischen 2000 und 2004 für die Band Skid Row.

### Wiedervereinigung (seit 2012)
2012 kündigte die Band eine Rückkehr in der Besetzung Matt Kramer, Phil Varone, Jason Bieler, Tom Defile und Chris McLernon für das Jahr 2013 an. Ende Februar 2013 wurde kurz vor der Tour verkündet, dass Tom Defile doch aus der Reunion ausgestiegen sei. Es kam zu einigen Konzerten von März bis April 2013 sowie zu Auftritten im April und Oktober 2014. Für zwei Auftritte im Dezember 2014 kehrte Tom Defile doch noch einmal zur Band zurück, um Chris McLernon zu vertreten. Im Mai 2015 wurde verkündet, dass Schlagzeuger Phil Varone die Band verlassen habe. Er würde bei den für 2015 angekündigten Konzerten durch Jonathan Mover ersetzt werden. Kurz darauf warf auch Chris McLernon das Handtuch.

## Diskografie

### Studioalben
- 1991: Saigon Kick
- 1992: The Lizard
- 1994: Water
- 1995: Devil in the Details
- 1999: Bastards

### Singles
- 1992: Love Is on the Way
- 1992: All I Want

### Kompilationen
- 1998: Greatest Mrs.: The Best of Saigon Kick
- 1998: Moments from the Fringe

### Livealben
- 2000: Greatest Hits Live
- 2007: Live Around the World 1991–1996